# Radnice (okres Rokycany)
Radnice (mn. č., tedy v Radnicích, německy Radnitz) jsou město v okrese Rokycany v Plzeňském kraji. Leží v nadmořské výšce 382 m v Plaské pahorkatině. Žije v něm přibližně 1 900 obyvatel.
Poblíž města se rozkládá také celosvětově významná paleontologická lokalita Ovčín u Radnic v podobě opuštěného černouhelného lomu, s rozsáhlým nalezištěm velkého množství fosilií převážně rostlin.

## Historie
První písemná zmínka o obci pochází z roku 1336 (psáno Radnicz). Roku 1570 povýšil Maxmilián II. na přímluvu Jana Černína z Chudenic městečko na město a povolil pečetit červeným voskem. Český název Radnice je používán od roku 1854. Původně bylo sídlo součástí panství Zbiroh, vlastníky byli Rožmberkové do roku 1431. Od roku 1542 panství Březina.
Roku 1654 se stává součástí Plzeňského kraje, roku 1850 součást okresu Rokycany. Městský pivovar založen v roce 1587, zrušen 1945, roku 1865 založen pivovar Šternberský (zrušen 1959).
Sklárny na výrobu dutého skla a broušení váz a podnosů zanikly ve dvacátých letech dvacátého století. Železniční spojení město získalo v roce 1893 prodloužením trati Chrást u Plzně – Stupno.

## Demografie
| Rok            | 1869  | 1880  | 1890  | 1900  | 1910  | 1921  | 1930  | 1950  | 1961  | 1970  | 1980  | 1991  | 2001  | 2011  | 2021  |
| -------------- | ----- | ----- | ----- | ----- | ----- | ----- | ----- | ----- | ----- | ----- | ----- | ----- | ----- | ----- | ----- |
| Počet obyvatel | 3 034 | 3 021 | 2 739 | 2 739 | 2 558 | 2 513 | 2 478 | 2 021 | 2 220 | 2 064 | 1 864 | 1 729 | 1 699 | 1 733 | 1 748 |
| Počet domů     | 307   | 327   | 301   | 309   | 343   | 344   | 424   | 467   | 482   | 480   | 465   | 534   | 550   | 589   | 603   |

## Městská správa

### Části města
- Radnice
- Svatá Barbora

V letech 1961–1971 a od 1. dubna 1980 do 23. listopadu 1990 k městu patřily i Skomelno a Újezd u Svatého Kříže, od 1. dubna 1980 do 28. února 1990 Bujesily a Liblín a od 1. dubna 1980 do 23. listopadu 1990 také Biskoupky, Chockov, Chomle, Kamenec, Lhotka u Radnic, Němčovice, Olešná, Sebečice a Vejvanov.

### Městské symboly
Vlajka byla městu udělena rozhodnutím předsedy Poslanecké sněmovny Parlamentu České republiky dne 15. července 1993.

## Pamětihodnosti

### Sakrální stavby
- Kostel svatého Václava – barokní kostel na náměstí z roku 1720 dle návrhu Jakuba Augustona ml., opravy v roce 1842, 1905 a 1986–1988. Jednolodní s obdélným presbytářem, sakristií a kaplemi po stranách. Vedle kostela stála barokní zvonice, která shořela při požáru města v roce 1848.
- Kaple Navštívení Panny Marie na Kalvárii (vrch severovýchodně od města) – barokní stavba patrně dle návrhu Kiliána Ignáce Dientzenhofera na náklady Jana Václava z Bubna a Litic, nedaleko stojí barokní poustevna. Ke kapli vede památkově chráněná Křížová cesta. V roce 2014 byla dokončena její celková oprava. Začíná u sousoší Piety a končí u kaple na Kalvarii.
- Kaple svaté Rosálie se hřbitovem – barokní obdélná trojboce ukončená stavba, s obdélnou sakristií na jižní straně, údajně postavena roku 1713, upravena roku 1836 po požáru v roce 1835.
- Synagoga v Radnicích – klasicistní stavba z poslední čtvrtiny 18. století, po roce 1945 upravena na autodílnu, restaurována v letech 1992–2002 Základní organizací Českého svazu ochránců přírody v Radnicích.[8][9]
- Židovský hřbitov na naučné stezce, cca 1,5 km východně od města.[10]

### Profánní stavby
- Zámek – vystavěn kolem roku 1673 Malovci, současná podoba pochází z doby po roce 1719. Hlavní budova byla jednopatrová se středním převýšeným rizalitem, krytým mansardovou střechou. Dvůr lemovala po stranách nižší jednopatrová křídla s pokračováním do přízemních hospodářských stavení. Od počátku 19. století , po výstavbě zámku v Březině se stává sídlem hospodářské správy panství. Od roku 1827 v přízemí hostinec U Orla. Roku 1849 zámek vyhořel, část byla zbořena. Od roku 1945 je majetkem města, v sousedním domě sídlí městské muzeum. Barokní interiéry zanikly při novodobých úpravách.

- Rodinný dům č. 232
- Rodinný dům č. 233
- Kašna na náměstí

### Další pamětihodnosti
- Socha svatého Jana Nepomuckého na náměstí
- Kříž při cestě ke sv. Barboře
- Sousoší Piety na hrázi rybníka
- Socha sv. Floriána v polích jižně od města
- Pamětní deska Josefa Kořenského na budově bývalé školy, jako začínající učitel zde působil v letech 1867–1871, zasloužil se o významné paleontologické objevy nedalekých uhelných lomech[11]
- Ovčín u Radnic, zatopený uhelný lom, významná paleontologická lokalita

## Osobnosti
- František Fišer (1889–1957) – rodák, akademický malíř a restaurátor
- Jan František Hájek (1895–1953) – rodák, legionář a důstojník, velitel obrněného vlaku Orlík na transsibiřské magistrále
- Božena Kamenická (1898–1996) – lidová léčitelka, působila v obci v domě čp. 130
- Josef Kořenský (1847–1938) – učitel v Radnicích, cestovatel
- Václav Kotva (1922–2004) – rodák, učitel, herec
- Antonín Jaroslav Puchmajer (1769–1820) – farář v Radnicích, spisovatel
- Gabriela Roubalová (1843–1922) – rodačka, operní pěvkyně v Austrálii
- Kašpar, hrabě ze Šternberka (1761–1838) – podporoval vzdělanost v obci